# Jonathan de Guzmán
Jonathan Alexander de Guzmán (n. 13 septembrie 1987) este un fotbalist neerlandez care evoluează la clubul german Eintracht Frankfurt și la echipa națională de fotbal a Țărilor de Jos pe postul de mijlocaș.

## Palmares

### Club
Feyenoord
- KNVB Cup: 2007–08

Swansea City
- Football League Cup: 2012–13

### International
Țările de Jos
- Campionatul Mondial de Fotbal

Locul 3: 2014